# Von Kármán (cráter marciano)

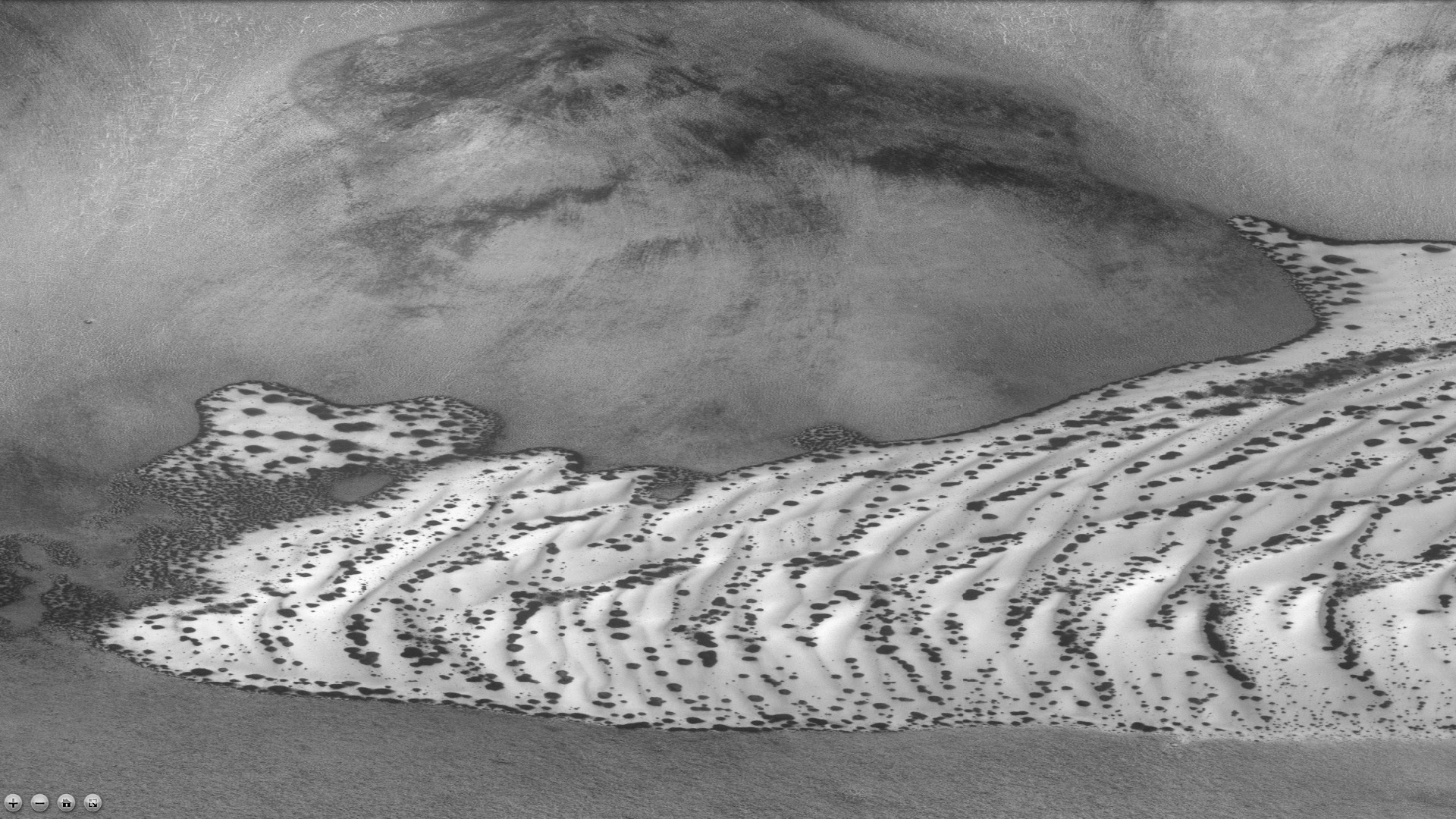
Dunas descongelándose en Von Kármán (imagen CTX del Mars Reconnaissance Orbiter). En las zonas oscuras el hielo ya ha desaparecido. La fotografía está tomada durante la primavera marciana.

Von Kármán es un cráter de impacto del sudoeste del cuadrángulo Argyre de Marte, localizado en las coordenadas 64.6°Sur de latitud y 58.5° Oeste de longitud. Tiene 90.0 km de diámetro y debe su nombre (aprobado por la UAI en 1973) al científico húngaro nacionalizado estadounidense Theodore von Kármán.
Otros cráteres cercanos destacados son Phillips al este, Du Toit al este-sureste, Schmidt al suroeste; y al oeste- noroeste se localiza Fontana, a poco más de medio camino con respecto a la ubicación de Argyre Rupes, una cresta elevada .

## Descripción
Al oeste del punto medio del cráter aparece una pequeña montaña central con dos cumbres, con un cráter minúsculo justo en el centro.  Un cráter pequeño está unido al brocal occidental, y parte del brocal occidental se sitúa dentro del cuadrángulo Thaumasia.
| [[File:Wikivonkarmann.jpg\|1200px\|alt={{{Alt\|{{{descripción}}}]]                                                                                         |
| Cráter Von Kármán, fotografía de la cámara CTX a bordo del Mars Reconnaissance Orbiter. Centro del cráter (El norte, hacia la izquierda de la fotografía). |

Von Kármán contiene un gran campo de dunas, donde se producen fenómenos geológicos ligados a los ciclos de congelación y descongelación del terreno. Normalmente, las dunas son muy oscuras porque contienen arena basáltica formada a partir de rocas volcánicas también oscuras. Aun así, en el invierno aparecen cubiertas por las heladas. Las imágenes del artículo muestran la helada desapareciendo. Estos puntos oscuros también son característicos de dunas situadas en latitudes más altas de Marte.
En ocasiones se forman géiseres de CO2 cerca de estos lugares. Tienen dos características principales: dunas con puntos oscuros; y canales ramificados cuya forma recuerda a la de una araña. Aparecen a principios de la primavera marciana, sobre los campos de dunas cubiertos con dióxido de carbono congelado (CO2 o 'hielo seco'), principalmente en los puntos altos y en los taludes de las dunas; a comienzos del invierno desaparecen. La forma de estos puntos oscuros es generalmente redondeada, y en las pendientes es normalmente ovalada.
En estas zonas los granos minerales pueden estar cubiertos por una película delgada de agua que puede provocar la alteración química de los minerales, contribuyendo a la hipotética supervivencia de organismos marcianos. Estudios realizados al efecto han demostrado que pueden existir películas delgadas de agua en ciertas épocas y lugares de Marte. En algunos puntos oscuros, las capas delgadas de agua líquida podrían formarse a lo largo de 38 sols (días marcianos), coincidiendo con los periodos más cálidos del día.
Con el sol más fuerte de primavera en ciertas regiones, se forman fumarolas de dióxido de carbono que proyectan polvo oscuro en el aire. Este polvo oscuro aumenta la absorción de luz y causa que aumente la temperatura del terreno, facilitando que el agua pueda existir en fase líquida durante períodos cortos.